# ペイントン
ペイントン (Paignton) は、イングランド・デヴォン州のタウン。1998年に、トーキー、ブリクサムと共に、単一自治体のトーベイとなった。トーベイのあるエリアは「イングランドのリビエラ」として知られる休暇リゾート地である。ペイントンの人口は2001年の国勢調査では48,251人であった。町はケルト人居住区を起源に持ち、1086年のドゥームズデイ・ブックに、初めて登場している。以前は、"Peynton"や"Paington"のスペルが用いられていた。タウンは小さな漁村として発展し、1847年に新しい港が造られた。1859年に旅客用の列車が開通し、トーキーやロンドンとレールで繋がった。1294年に、マーケット、公開市場のあるバラとしてのステータスが認められた。

## 交通
ペイントン駅は、店やビーチからトーベイ・ロードに沿った短い遊歩道に近い。ダートマス蒸気鉄道のクイーンズ・パーク駅は、踏切のビーチ側にある本線の駅に隣接している。バスと馬車乗り場は、鉄道駅のメインエントランスにある。

## 出身人物
- スー・バーカー - 女子テニス選手
- クリストファー・バズビー - 欧州放射線リスク委員会の科学担当委員